# Skjåks kommun
Skjåks kommun (norska: Skjåk kommune) är en kommun i landskapet Gudbrandsdalen i Innlandet fylke i Norge. Kommunens centralort är tätorten Bismo.

## Etymologi
Skjåks kommun är döpt efter en äldre gård vid namn Skjåk (från fornnordiska Skeiðakr), då den första kyrkan byggdes där. Namnet består av skeið som betyder "hästkapplöpningsbana" och akr som betyder "odlingsfält" (jämför engelska ordet "acre").
Innan 1889 skrevs kommunnamnet "Skiaker", mellan 1889 och 1910 "Skiaaker", mellan 1911 och 1920 "Skjaak" och sedan 1921 har det stavats som idag, "Skjåk".

## Historia
Skjåks historia sträcker sig bak till vikingatiden och området har ett rikt kulturarv. En gammal resväg som sträckte sig från öst till väst gick från Skjåk upp längs Raudalen och ner längs Sundalen till Stryn.

### Administrativ historik
Skjåks kommun bildades 1866 genom en delning av Loms kommun.

## Tätorter
I Skjåks kommun finns en tätort:
- Bismo (centralort)

## Socknar
Inom Norska kyrkan är Skjåks kommun indelad i två socknar:
- Nordbergs socken
- Skjåks socken

Socknarna ingår i Nord-Gudbrandsdals prosteri i Hamars stift.

## Bilder

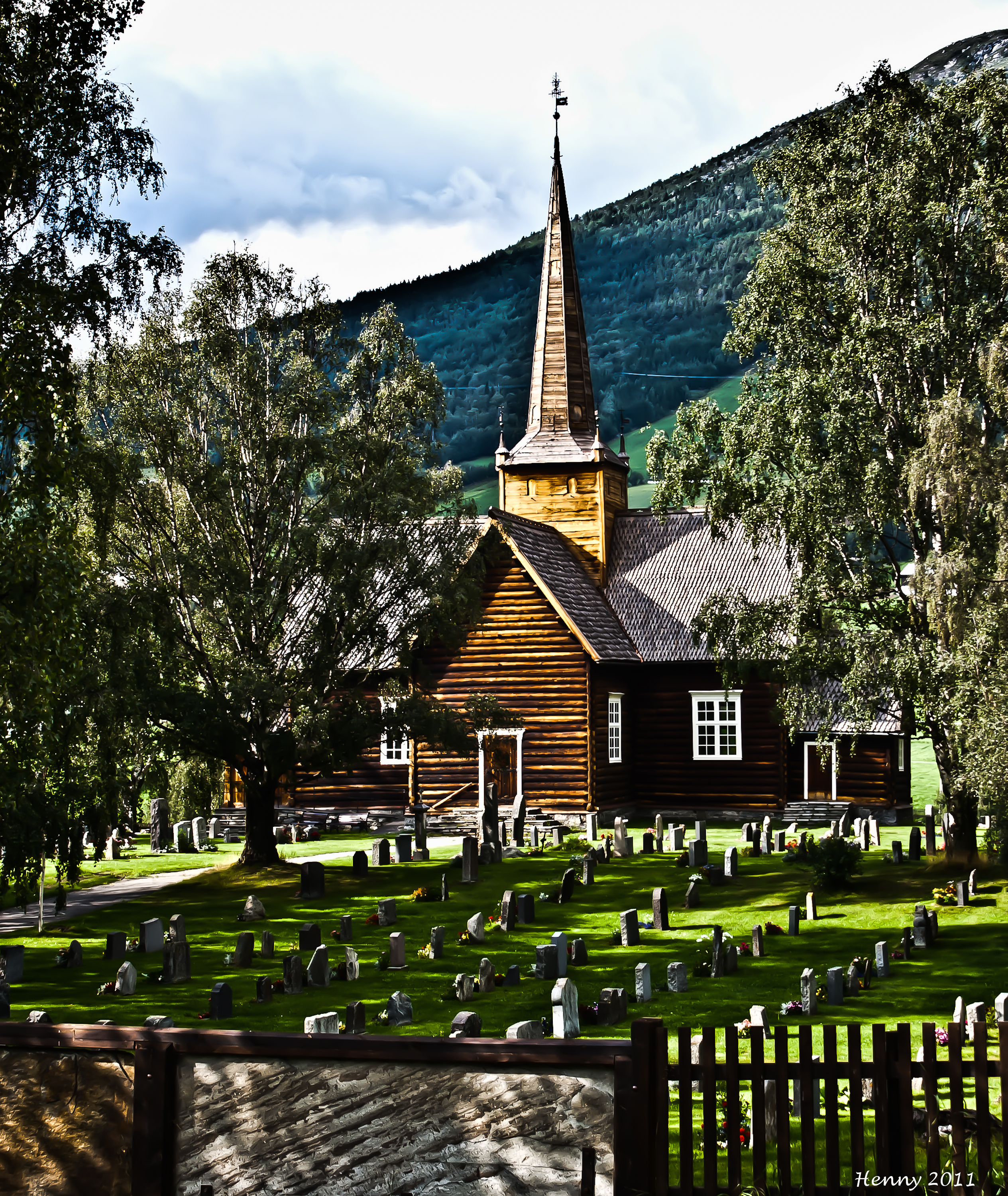
Skjåks kyrka.
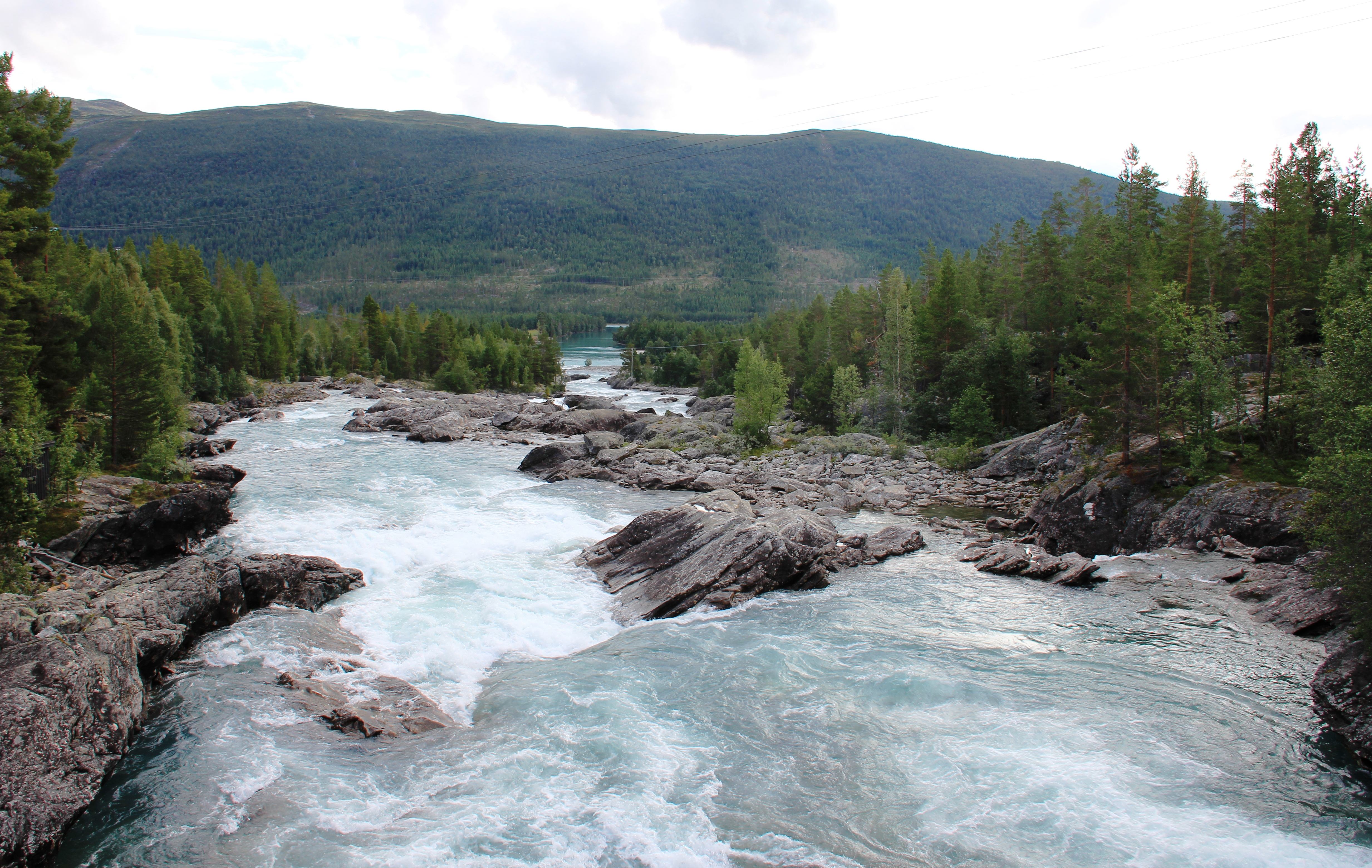
Pollfossen.